# 中島唯 (声優)
中島 唯（なかじま ゆい、1991年10月11日 - ）は、日本の女性声優。大阪府出身。マウスプロモーション所属。

## 経歴
深夜で見ていたアニメがきっかけで声優を目指した。
大阪総合デザイン専門学校出身。2013年、テレビアニメ『あいうら』の天谷奏香役で声優デビュー。
2017年5月31日付でEARLY WINGを退所、同年6月1日付でマウスプロモーションの所属となる。
2018年12月29日、自身のTwitterで結婚を発表した。
2023年11月23日、第1子誕生を報告した。

## 人物
方言は大阪弁。
趣味・特技はアイドル鑑賞、ゲーム、スポーツ。

## 出演
太字はメインキャラクター。

### テレビアニメ
2013年
- あいうら（天谷奏香）

2014年
- 世界征服〜謀略のズヴィズダー〜（女子生徒）

2015年
- 七つの大罪（2015年 - 2021年、ジール、妖精） - 3シリーズ

2016年
- 三者三葉（女子C）
- はんだくん（女子生徒）

2017年
- 捏造トラップ-NTR-（砂羽子）

2018年
- アイカツスターズ!（友達）
- ISLAND（反取芽衣、メイ・ダンドリッジ）
- ソラとウミのアイダ（ミサキ様）
- あかねさす少女（男の子）

2019年 
- うちの娘の為ならば、俺はもしかしたら魔王も倒せるかもしれない。（ウーテ）

2021年
- クレヨンしんちゃん（男の子）

### 劇場アニメ
- PERSONA3 THE MOVIE #3 Faling Dawn（2015年、生徒A）
- ジョゼと虎と魚たち（2020年）
- Tokyo 7th シスターズ -僕らは青空になる-（2021年、野ノ原ヒメ[11]）

### Webアニメ
- マウスどうぶつえん（2017年 - 、フクラガエルのゆい）

### ゲーム
時期不明
- 輝星のリベリオン（小野小町、レプラコーン）

2013年
- あいうら 神経衰弱で勝負だ!（天谷奏香）

2014年
- 限界凸記 モエロクロニクル（ゴブリン、ヴァンパイア）
- Tokyo 7th シスターズ（野ノ原ヒメ）

2015年
- アイパラ! IDOL PARADISE（エレナ・ロンド）

2016年
- 神獄塔 メアリスケルター（くらら）
- クロスワールド（式神ようこ）
- シューティングガール（鷹見玲央）
- 誰ガ為のアルケミスト（モカ）

2017年
- シノビナイトメア（温潤天妃ネネ）
- 天空のクラフトフリート（リーブル）
- 放置少女〜百花繚乱の萌姫たち〜（孫権、張遼、典韋、鍾會）

2018年
- アビスホライズン（アンバスゲイド）
- レイヤードストーリーズ ゼロ（メモリア、ユウト〈幼少期〉）
- 天華百剣 -斬-（獅子貞宗）
- ドラガリアロスト（エリアス）
- 神獄塔 メアリスケルター2（くらら）
- オンゲキ（早乙女彩華）

2019年
- ファイアーエムブレム 風花雪月（フレーチェ）
- プリンセスコネクト！Re:Dive（案内客、女生徒）

2020年
- モンスターストライク（2020年 - 2021年、スイハンガール、パスカル）
- 神獄塔 メアリスケルターFinale（くらら）
- ヒーローカンターレ（エレイン）

2021年
- アークナイツ（アシッドドロップ）

2022年
- Re:ステージ!プリズムステップ（早乙女彩華）
- ファイアーエムブレム無双 風花雪月（フレーチェ＝フォン＝ベルグリーズ）

2023年
- キュービックスターズ（パスカル）

### ドラマCD
- ちょっとかわいいアイアンメイデン ドラマCD 〜Triangle maidens〜（2016年、女生徒[25]）
- 株式会社CO通 企業番組CD〜新人ビジネスマンのススメ〜（2017年、幼女 女性）
- MAUSU THEATER

### モーションコミック
- 僕の初恋をキミに捧ぐ
- 寄生獣
- 近キョリ恋愛
- 好きっていいなよ。
- 地球の放課後（八重子[26]）

### ラジオ
※はインターネット配信。
- あいうらじお（2013年、ニコニコ生放送※・音泉※）
- めっちゃすきやねん（2013年 - 2023年、ラジオ大阪・超!A&G+※）
- レイゼロ放送局（2017年 - 2018年 、ニコニコ生放送※[27]）
- リアル『ボイラジ』〜マンガのラジオとホントのラジオ〜（2018年、ニコニコ動画※[28]）
- ゆうきとゆいのラジオで２人暮らし（2020年 -、音泉プレミアムサポーター限定番組※[29]）

### テレビ
※はインターネット配信。
- どうなる?2015AT-X編成会議（2015年、AT-X）[30]
- ゲーム生活向上委員会（2017年 - 、YouTube※）

### CM
- ウチの夏フェス2013!AT-X声優バラエティ祭り（AT-X）[31]

### 映像作品
- TVアニメ あいうら「あいうらじお」完全版ディスク（2013年8月）
- t7s 1st Anniversary Live in Zepp Tokyo 15'→34'Blu-ray / DVD「H-A-J-I-M-A-L-I-V-E-!!」（2015年10月）[32]
- t7s 2nd Anniversary Live 16'→30'→34' -INTO THE 2ND GEAR-（2017年1月）[33]
- t7s 3rd Anniversary Live 17'→XX -CHAIN THE BLOSSOM- in Makuhari Messe（2017年9月）[34]
- Tokyo 7th Sisters Memorial Live in NIPPON BUDOKAN “Melody in the Pocket”（2019年2月）[35]
- t7s 4th Anniversary Live -FES!! AND YOUR LIGHT- in Makuhari Messe（2019年7月）[36]
- t7s 5th Anniversary Live -SEASON OF LOVE- in Makuhari Messe（2020年3月）[37]

### その他
- しゃべってキャラ（2013年、天谷奏香[38]）
- FeBe オーディオブック「また、同じ夢を見ていた」（2017年、荻原くん、猫[39]）
- ワンダータクティクス 私の英雄に祝福を ボイスドラマ（2018年、ジェラース）
- 温泉むすめ（2018年、犬鳴山命[40]）
- キミに贈る朗読会『サトラレ～the reading～』（2021年2月13日・14日、MsmileBOX 渋谷）
- キミに贈る朗読会「サトラレ〜the reading〜」（2021年4月10日 - 11日、MsmileBOX 渋谷[41]）
- キミに贈る朗読会 『STARMARIEの声と妄想の世界』 Vol.4（2022年9月10日・11日、MsmileBOX渋谷[42]）

## ディスコグラフィ

### キャラクターソング
| 発売日   | 商品名                                              | 歌 | 楽曲                                                               | 備考                                                    |
| 2013年   | 2013年                                              | 2013年 | 2013年                                                             | 2013年                                                  |
| -------- | --------------------------------------------------- | --- | ------------------------------------------------------------------ | ------------------------------------------------------- |
| 4月24日  | カニ☆Do-Luck!                                       | あいう♥らぶ | 「カニ☆Do-Luck!」 「限りなくハッピーに近しい座標にいるあいうら」   | テレビアニメ『あいうら』オープニングテーマ              |
| 4月24日  | いちごいちえ                                        | あいう♥らぶ | 「いちごいちえ」 「あかさたナンバーワン☆」                         | テレビアニメ『あいうら』エンディングテーマ              |
| 5月29日  | ミラクルDAY〜☆                                      | 天谷奏香（中島唯）                                                                                                   | 「ミラクルDAY〜☆」 「ウザッツ!オーライ 」                          | テレビアニメ『あいうら』関連曲                          |
| 8月7日   | あいうら Blu-ray特典CD                              | あいう♥らぶ | 「ずっとね」                                                       | テレビアニメ『あいうら』挿入歌                          |
| 2014年   |                                                     | |                                                                    |                                                         |
| 12月28日 | t7s Longing for summer                              | WITCH NUMBER 4 | 「PRIZM♪RIZM」                                                     | ゲーム『Tokyo 7th シスターズ』関連曲                    |
| 2015年   |                                                     | |                                                                    |                                                         |
| 5月20日  | H-A-J-I-M-A-L-B-U-M-!!                              | 777☆SISTERS | 「H-A-J-I-M-A-R-I-U-T-A-!!」 「Cocoro Magical」 「KILL☆ER☆TUNE☆R」 | ゲーム『Tokyo 7th シスターズ』関連曲                    |
| 5月20日  | H-A-J-I-M-A-L-B-U-M-!!                              | WITCH NUMBER 4 | 「SAKURA」                                                         | ゲーム『Tokyo 7th シスターズ』関連曲                    |
| 7月29日  | 僕らは青空になる/FUNBARE☆RUNNER                     | 777☆SISTERS | 「僕らは青空になる」 「FUNBARE☆RUNNER」                            | ゲーム『Tokyo 7th シスターズ』関連曲                    |
| 12月9日  | Snow in “I love you”                                | 777☆SISTERS | 「Snow in “I love you”」                                           | ゲーム『Tokyo 7th シスターズ』関連曲                    |
| 2017年   |                                                     | |                                                                    |                                                         |
| 4月19日  | t7s Longing for summer Again And Again 〜ハルカゼ〜 | 777☆SISTERS | 「ハルカゼ〜You were here〜」                                      | ゲーム『Tokyo 7th シスターズ』関連曲                    |
| 8月13日  | スタートライン/STAY☆GOLD                            | 777☆SISTERS | 「スタートライン」 「STAY☆GOLD」                                   | ゲーム『Tokyo 7th シスターズ』関連曲                    |
| 2018年   |                                                     | |                                                                    |                                                         |
| 7月4日   | THE STRAIGHT LIGHT                                  | WITCH NUMBER 4 | 「星屑☆シーカー」                                                  | ゲーム『Tokyo 7th シスターズ』関連曲                    |
| 10月10日 | MELODY IN THE POCKET                                | 777☆SISTERS | 「MELODY IN THE POCKET」                                           | ゲーム『Tokyo 7th シスターズ』関連曲                    |
| 2019年   |                                                     | |                                                                    |                                                         |
| 4月24日  | ONGEKI Vocal Collection 03                          | bitter flavor | 「Kiss Me Kiss」                                                   | ゲーム『オンゲキ』関連曲                                |
| 4月24日  | ONGEKI Vocal Collection 03                          | 早乙女彩華（中島唯）                                                                                                 | 「What color...」 「Kiss Me Kiss」                                 | ゲーム『オンゲキ』関連曲                                |
| 6月19日  | NATSUKAGE -夏陰-                                    | 777☆SISTERS | 「NATSUKAGE -夏陰-」 「夏のビードロ☆シンフォニー」                 | ゲーム『Tokyo 7th シスターズ』関連曲                    |
| 2020年   |                                                     | |                                                                    |                                                         |
| 2月26日  | ONGEKI Vocal Collection 07                          | AQUAシューターズ | 「感情アクセラレイション」                                         | ゲーム『オンゲキ』関連曲                                |
| 2月26日  | ONGEKI Vocal Collection 07                          | 早乙女彩華（中島唯）                                                                                                 | 「感情アクセラレイション」                                         | ゲーム『オンゲキ』関連曲                                |
| 4月29日  | 百華繚乱 弐                                         | 厚藤四郎（長野佑紀）、謙信助宗（真野あゆみ）、獅子貞宗（中島唯）                                                     | 「よい刀のみつるぎ体操」                                           | ゲーム『天華百剣 -斬-』関連曲                           |
| 10月28日 | ONGEKI Vocal Party 02                               | 藤沢柚子（久保田梨沙）、早乙女彩華（中島唯）                                                                         | 「夏色花火」                                                       | ゲーム『オンゲキ』関連曲                                |
| 10月28日 | ONGEKI Vocal Party 02                               | 早乙女彩華（中島唯）                                                                                                 | 「夏色花火」                                                       | ゲーム『オンゲキ』関連曲                                |
| 11月25日 | Across the Rainbow                                  | 777☆SISTERS | 「Across the Rainbow」 「リボン」                                  | ゲーム『Tokyo 7th シスターズ』関連曲                    |
| 11月25日 | Across the Rainbow                                  | 777☆SISTERS | 「Departures -あしたの歌-」                                        | アニメ『Tokyo 7th シスターズ -僕らは青空になる-』主題歌 |
| 12月23日 | ONGEKI Sound Collection 04 No Limit RED Force       | 星咲あかり（赤尾ひかる）、藍原椿（橋本ちなみ）、早乙女彩華（中島唯）、柏木咲姫（石見舞菜香）、柏木美亜（和氣あず未） | 「No Limit RED Force」                                             | ゲーム『オンゲキ』関連曲                                |
| 12月23日 | ONGEKI Sound Collection 04 No Limit RED Force       | 早乙女彩華（中島唯）                                                                                                 | 「No Limit RED Force」                                             | ゲーム『オンゲキ』関連曲                                |
| 2021年   |                                                     | |                                                                    |                                                         |
| 8月25日  | ONGEKI Vocal Party 05                               | bitter flavor | 「give it up to you」                                              | ゲーム『オンゲキ』関連曲                                |
| 8月25日  | ONGEKI Vocal Party 05                               | 早乙女彩華（中島唯）                                                                                                 | 「give it up to you」                                              | ゲーム『オンゲキ』関連曲                                |

### その他参加楽曲
| 発売日         | 商品名                                    | 歌                         | 楽曲                                                        | 備考                               |
| -------------- | ----------------------------------------- | -------------------------- | ----------------------------------------------------------- | ---------------------------------- |
| 2013年10月26日 | やっぱすきやねん                          | 大空直美、中島唯、松田颯水 | 「やっぱすきやねん」                                        | ラジオ『めっちゃすきやねん』関連曲 |
| 2014年12月30日 | めっちゃすきやねん ラジオCD               | 大空直美、中島唯、松田颯水 | 「めっちゃすきやねん」                                      | ラジオ『めっちゃすきやねん』関連曲 |
| 2014年12月30日 | めっちゃすきやねん ラジオCD               | 中島唯                     | 「めっちゃすきやねん」                                      | ラジオ『めっちゃすきやねん』関連曲 |
| 2016年7月17日  | めっちゃすきやねん NEW WORLD/好きな人     | 大空直美、中島唯、松田颯水 | 「NEW WORLD」 「好きな人」                                  | ラジオ『めっちゃすきやねん』関連曲 |
| 2017年9月17日  | めっちゃすきやねん ～そろそろ唯我独SONG丸 | 大空直美、中島唯、松田颯水 | 「RADIO SHIP」                                              | ラジオ『めっちゃすきやねん』関連曲 |
| 2017年9月17日  | めっちゃすきやねん ～そろそろ唯我独SONG丸 | 中島唯                     | 「むすんでひらいて」                                        | ラジオ『めっちゃすきやねん』関連曲 |
| 2018年7月7日   | めっちゃすきやねん mecha go! go!          | 大空直美、中島唯、松田颯水 | 「ミラクルカラフルトレイン」 「Go forward into the future」 | ラジオ『めっちゃすきやねん』関連曲 |

### ユニットメンバー
1. 1 2  中島唯、飯田友子、田村奈央
2. 1 2 3  春日部ハル（篠田みなみ）、角森ロナ（加隈亜衣）、野ノ原ヒメ（中島唯）、芹沢モモカ（井澤詩織）
3. 1 2 3 4 5 6  春日部ハル（篠田みなみ）、天堂寺ムスビ（高田憂希）、角森ロナ（加隈亜衣）、野ノ原ヒメ（中島唯）、芹沢モモカ（井澤詩織）、臼田スミレ（清水彩香）、神城スイ（道井悠）、久遠寺シズカ（今井麻夏）、アレサンドラ・スース（大西沙織）、晴海サワラ（中村桜）、晴海カジカ（高井舞香）、晴海シンジュ（桑原由気）
4. 1 2  桜井春菜（近藤玲奈）、早乙女彩華（中島唯）
5. ↑  三角葵（春野杏）、早乙女彩華（中島唯）、柏木咲姫（石見舞菜香）